# Rise and Shine
Pour plus de détails, voir Fiche technique et Distribution.
Rise and Shine est un film américain réalisé par Allan Dwan, sorti en 1941.

## Fiche technique
- Titre : Rise and Shine
- Réalisation : Allan Dwan
- Scénario : Herman J. Mankiewicz d'après l'histoire My Life and Hard Times de James Thurber
- Production : Mark Hellinger
- Société de production : Twentieth Century Fox
- Musique : David Buttolph, Cyril J. Mockridge et Alfred Newman (non crédités)
- Chorégraphe : Hermes Pan
- Photographie : Edward Cronjager
- Montage : Allen McNeil
- Costumes : Gwen Wakeling et Sam Benson
- Pays d'origine :  États-Unis
- Langue : anglais
- Format : Noir et blanc - Son : Mono
- Genre : Film musical et comédie romantique
- Durée : 92 minutes
- Date de sortie :
  - États-Unis : 21 novembre 1941

## Distribution
- Jack Oakie : Boley Bolenciecwcz
- George Murphy : Jimmy McGonagle
- Linda Darnell : Louise Murray
- Walter Brennan : Grandpa
- Milton Berle : Seabiscuit
- Sheldon Leonard : Menace
- Donald Meek : Professeur Philip Murray
- Ruth Donnelly : Mame Bacon
- Raymond Walburn : Colonel Bacon
- Donald MacBride : Coach Graham
- Emma Dunn : Mme Murray
- Charles Waldron : Président
- Mildred Gover : Mme Robertson
- William Haade : Butch
- Dick Rich : Gogo
- Pat Flaherty : Assistant du coach